# 김창연
김창연(1999년 9월 21일 ~ )은 대한민국의 가수다. 2022년 싱글 앨범 [모든 오늘이 너였으면 해]로 정식 데뷔했다.

## 방송
- 너의 목소리가 보여 9 (2022) - 김조한&이석훈&김재환 편 2라운드 탈락 (최후의 5인)
- 아티스탁 게임 (2022) - Top48(25위)

## 음반
- 너에게 말할게 (2022)
- 모든 오늘이 너였으면 해 (2022)
- 우리를 닮은 영화 (2022)

### 우리자리
- 헤어지는 꿈 (2020)

## 공연
- 노놀온더그라운드 with 메타씨어터 〈 황치열 X 김창연 〉 (2022)

## 작사/작곡
- 김창연 <우리를 닮은 영화 (Inst.)> (2022) - 작곡
- 김창연 <우리를 닮은 영화> (2022) - 작사/작곡